# Geneviève Aubry

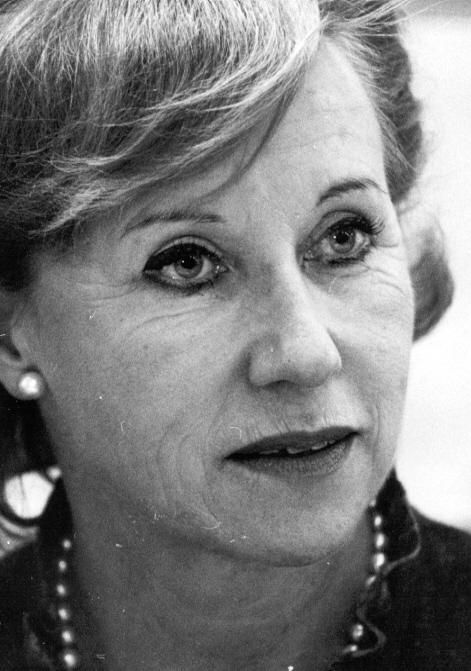
Geneviève Aubry (1986)

Geneviève Aubry (* 4. März 1928 in La Chaux-de-Fonds; heimatberechtigt in La Chaux-des-Breuleux und seit Dezember 1978 Tavannes) ist eine Schweizer Politikerin (FDP).

## Leben
Geneviève Aubry wurde als Tochter des Sekundarlehrers und FDP-Politikers Virgile Moine geboren. Die Hauswirtschaftslehrerin (Diplom 1949) absolvierte in den 1960er und 1970er Jahren mehrere journalistische Praktika. Sie war ab 1985 als Korrespondentin diverser Zeitungen tätig. Von 1977 bis 1980 gehörte sie dem Grossen Rat des Kantons Bern an. Per 26. November 1979 gelang ihr die Wahl in den Nationalrat, in welchem sie mehreren parlamentarischen Kommissionen (Militär, Wirtschaft, Aussenpolitik, Wissenschaft und Forschung) sowie der Interparlamentarischen Union angehörte. Am 3. Dezember 1995 schied sie aus dem Nationalrat aus. Aubry ist verheiratet, hat drei Kinder und wohnt in Tavannes.

## Positionen
Aubry politisierte am rechten Rand der FDP. Sie engagierte sich in der Jurafrage. So gründete sie 1974 die Frauengruppe der berntreuen Force démocratique, welcher sie bis 1981 vorstand. Sie präsidierte die Fédération romande des auditeurs et téléspectateurs und das Westschweizer Komitee von Jugend ohne Drogen. 
Sie gehörte dem Verein Aktion für freie Meinungsäusserung an, der gegen einen behaupteten Einfluss linker Standpunkte in den Medien, gegen den Wohlfahrtsstaat und gegen einen von seinen Mitgliedern als defätistisch angesehenen Pazifismus vorzugehen beabsichtigte und zu diesem Zweck 1947 von Robert Eibel gegründet worden war. Deren 1976 gegründetes Vereinsblatt L’Atout (ehemals Trumpf Buur) stand Aubry ab 1984 als Redaktorin vor. Die Programmatik der Zeitschrift war unter ihrer Leitung wirtschaftsliberal. Durch etwa 30'000 Spender war sie in der Lage, umfangreiche Inseratekampagnen zu schalten und so auch in anderen Zeitungen Einfluss zu nehmen. 1991 hat ihr Verein in 20 Wellen in 90 Zeitungen in der Schweiz Inserate schalten lassen.
Aussenpolitisch unterstützte Aubry das Apartheid-Regime in Südafrika und gehörte der sogenannten Arbeitsgruppe südliches Afrika an. Weiter präsidierte sie die Ligue anticommuniste mondiale (1988).